# Erik Harr
Erik Harr (født 26. oktober 1969) er en dansk direktør, forfatter og ledelsesrådgiver. Erik Harr er direktør i Foreningen af Danske Lægestuderende (FADL), bestyrelsesmedlem i FADL's Forlag og i EMCC (European Mentoring & Coaching Council). Han er tidligere formand for Folkemøde Møn samt tidligere direktør i Gyldendal.

## Privat
Harr var fra 2003-2014 gift med Mette Frederiksen, Danmarks statsminister. De har to børn sammen.

## Karriere
Han er uddannet cand.mag. i litteraturvidenskab og fransk fra Københavns Universitet og Université-Vincennes-Saint-Denis (Paris VIII)[kilde mangler] og har en diplomuddannelse i ledelse fra Danmarks Forvaltningshøjskole.
Erik Harr har siden 2017 været direktør i FADL og ejer virksomheden Agendadesign.dk ApS, der blandt andet omfatter lederprogrammet Din Camino – Ledelse & Organisation. Han er internationalt akkrediteret coach og supervisor for coaches via EMCC.
Han har tidligere været koncerndirektør i Gyldendal, kommunikationsdirektør i Danmarks Apotekerforening, kommunikationschef i Dansk Sygeplejeråd, redaktør i LO og journalist ved Morgenavisen Jyllands-Posten.
Harr er i 2019 blevet kåret som Årets Leder af lederforeningen i Dansk Journalistforbund.

## Bøger
- Klondike & Karaoke – dansk medie- og populærkultur i 90’erne. Tiderne Skifter Forlag, redaktør (1998)[12]
- Skift Stil – nye veje for centrum-venstre og fagbevægelsen. Tiderne Skifter Forlag (2004)[13]
- Medielobbyisme – kunsten at sætte en dagsorden. Børsen Forlag (2006). Her introduceres begrebet medielobbyisme[14], der er en term inden for politisk kommunikation og interessevaretagelse. Medielobbyisme indebærer, at en organisation eller virksomhed benytter sine egne mediekanaler til at påvirke det øvrige mediebillede samtidig med, at relevante interessenter påvirkes eller inddrages i forhold til de dagsordener, organisationen er optaget af.
- Skoven som samtalerum. Leder- og gruppeudvikling mens vi vandrer. Forlaget Tankegang (2020)[15]
- Møn & Mad. Sammen med Katrine Karmisholt. Forlaget Tankegang (2022)[16]
- Skoven som samtalerum. Leder- og organisationsudvikling ad nye stier, 2. udgave. Forlaget Tankegang (2023).[17]